# 圣本蒂纽
圣本蒂纽是巴西帕拉伊巴州的一个市镇。总面积1195.964平方公里，总人口3887人，人口密度3.3人/平方公里。